# Curva logoaudiométrica
A curva logoaudiométrica representa graficamente os resultados da logoaudiometria, teste realizado durante a avaliação audiológica. Nesse gráfico, observa-se a relação entre o reconhecimento da fala e a intensidade sonora apresentada durante o teste: o eixo horizontal indica os valores de intensidade, e o eixo vertical, os percentuais de reconhecimento de palavras ou fonemas. Essa curva é relevante para analisar a capacidade de processamento auditivo e auxiliar na identificação de possíveis patologias relacionadas à audição.
A análise da curva logoaudiométrica fornece informações sobre o sistema auditivo e contribui para o diagnóstico diferencial entre os tipos de perda auditiva. Os resultados da curva logoaudiométrica apresentam a tendência, em indivíduos normouvintes (sem alteração ou perda auditiva) em valores próximos de 100% de acertos, entre 30 e 50 dB acima do limiar auditivo, corroborando para a avaliação do sistema auditivo e das estruturas responsáveis pela detecção, reconhecimento e processamento auditivo dos sons da fala.

#### Perda auditiva condutiva
Em casos de perda auditiva condutiva, o reconhecimento da fala melhora com intensidades mais altas e pode atingir 100% com sons suficientemente amplificados ou aumentados. Essa configuração indica a possível existência de uma alteração relacionada à condução do som na orelha externa ou orelha média, mas a compreensão da fala é preservada quando aumentada a intensidade de apresentação da fala.

#### Perda auditiva sensorioneural
Na perda auditiva sensorioneural, o desempenho no reconhecimento da fala pode ser reduzido mesmo em intensidades elevadas, dependendo da extensão da lesão às células ciliadas internas ou comprometimento do nervo auditivo. Esse resultado pode indica uma alteração na percepção ou no processamento auditivo como resultado de alteração no sistema auditivo periférico.

#### Padrão rollover (queda da curva)
O padrão ou efeito rollover é caracterizado por melhores índices de reconhecimento da fala com o aumento inicial da intensidade; contudo, em níveis mais elevados de apresentação, o reconhecimento e a percepção da fala diminuem. Essa configuração se apresenta no gráfico em formato de "U" e é característica de lesões retrococleares, como neurinoma do acústico ou outras alterações no nervo auditivo/vestibulococlear e nas vias auditivas centrais.